# District de Ccarhuayo
Au Pérou, le district de Ccarhuayo est l’un des douze districts de la province de Quispicanchi située dans le département de Cusco.